# François de Coligny-d’Andelot

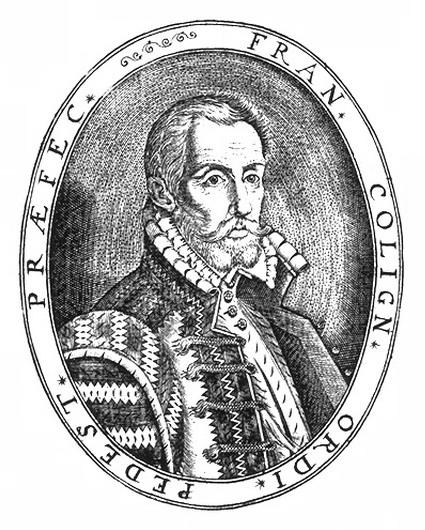
Porträt des François de Coligny-d’Andelot, 1551/1650

François de Coligny-d’Andelot (* 18. April 1521; † 27. Mai 1569) war Colonel général der französischen Infanterie und Bruder von Gaspard II. de Coligny.

## Leben
François diente in den Kriegen Heinrichs II. und wurde 1555 an der Stelle seines Bruders Gaspard Generaloberst der französischen Infanterie. In Saint-Quentin 1557 gemeinsam mit ihm gefangen genommen, entfloh er und nahm im folgenden Winter an der Einnahme von Calais und Guines teil. 
Auf einer Reise in Deutschland für die Reformation gewonnen, wurde er auf Befehl des Königs verhaftet und saß ein Jahr als Gefangener in Melun. Wieder frei, trat er als Verteidiger seiner Glaubensgenossen auf und nahm aktiv an den Hugenottenkriegen teil. Nachdem er am 2. April 1562 Orléans überrumpelt hatte, warb er in Hessen ein Heer von 3300 Reitern und 4000 Landsknechten an, mit dem er 1562 in der Schlacht von Dreux kämpfte. 
Orléans verteidigte er gegen den Herzog François de Lorraine, bis dessen Ermordung der Belagerung ein Ende machte. Nach der Schlacht von Jarnac damit beschäftigt, in Saintonge ein neues Heer zu sammeln, starb er 27. Mai 1569 am Fieber.

## Ehen und Familie
François de Coligny-d’Andelot heiratete in erster Ehe per Ehevertrag vom 19. März 1547 Claude de Rieux (* 8. Februar 1525; † 5. August 1561), Comtesse de Laval etc., Erbtochter von Claude I. de Rieux, Sire de Rieux et de Rochefort, Comte d’Harcourt et d’Aumale (Haus Rieux), und Catherine de Laval, die im Jahr ihrer Ehe die "helvetische Konfession" annahm, weswegen ihr Erbe "religionis causa" an die Familie La Trémoille fiel. Ihre Kinder waren:
- Marguerite (* 28. Februar 1554 in Mailand); ⚭ Julien de Tournemine, Seigneur de Montmoréal
- Paul (* 13. August 1555 in einem Boot auf dem Po in Italien; † 15. April 1586 in Taillebourg) als Guy XIX. de Coligny Comte de Laval, de Montfort, de Saint-Quentin et d’Harcourt, Vicomte de Rennes, Sire de Rieux et de Vitré; ⚭ 7. August 1583 (Ehevertrag vom 1. September 1583) Anne d’Alègre († 20. Februar/4. Juni 1619), Tochter von Christophe d‘Alègre, Seigneur de Saint-Just, und Antoinette du Prat, sie heiratete 1588 in zweiter Ehe Guillaume de Hautemer, Comte und 1611 Duc de Grancey, Marschall von Frankreich († November 1613)
- Tochter (* Juli 1558 in Melun; † 1563 in Châtillon-sur-Loing)
- François (* 23. August 1559 in Paris; † 10. April 1586 in Taillebourg), Sire de Rieux; ⚭ Jeanne de La Motte, Dame de Vaucler, Tochter von Jean de La Motte, Seigneur de Vaucler, und Catherine de Tournemine

In zweiter Ehe heiratete er am 2. September 1564 (Ehevertrag vom 27. August 1564) Anna von Salm († nach 26. Januar 1584), Tochter von Johann VII., Graf von Salm in ½ Salm, Mörchingen etc., Marschall von Lothringen(Stammliste des Hauses Salm), Witwe von Balthasar d’Haussonville, Seigneur d’Essey et de Turquestein, Marschall von Bar. Ihre Kinder waren:
- François († Ende März 1586 in Saint-Jean-d’Angély), Seigneur de Tanlay
- Benjamin († Feb 1569), Seigneur de Sailly et de Courcelles
- Anne, 1615 bezeugt, Dame de Tanlay; ⚭ 9. Oktober 1594 in Paris Jacques Chabot, Comte de Charny, Marquis de Mirebeau († 29. März 1630 in Dijon)